# 前平舉
前平舉是一種負重訓練，主要訓練部位為三角肌前束；其次為前鋸肌、肱二頭肌和胸大肌近鎖骨的部分。開始動作雙手垂直，兩邊肩膀同時用力將槓鈴、啞鈴或鋼索慢慢向前提起，完成時手臂與地面平衡。鍛鍊者可以選擇以站立或坐姿完成動作，亦可以左右手輪流交替。

## 圖片集

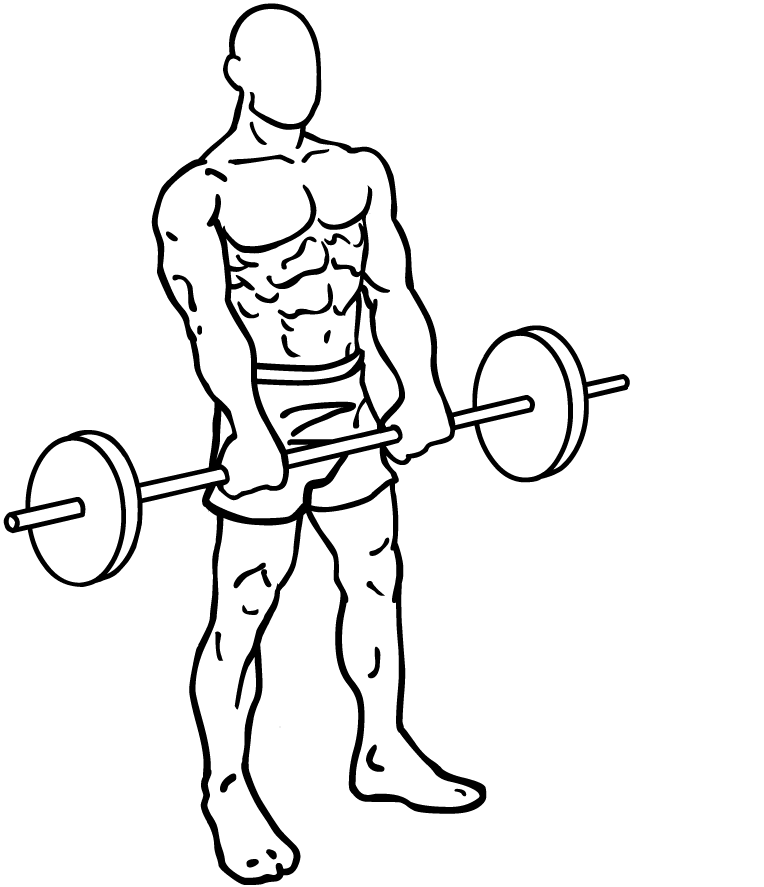
槓鈴前平舉（開始）
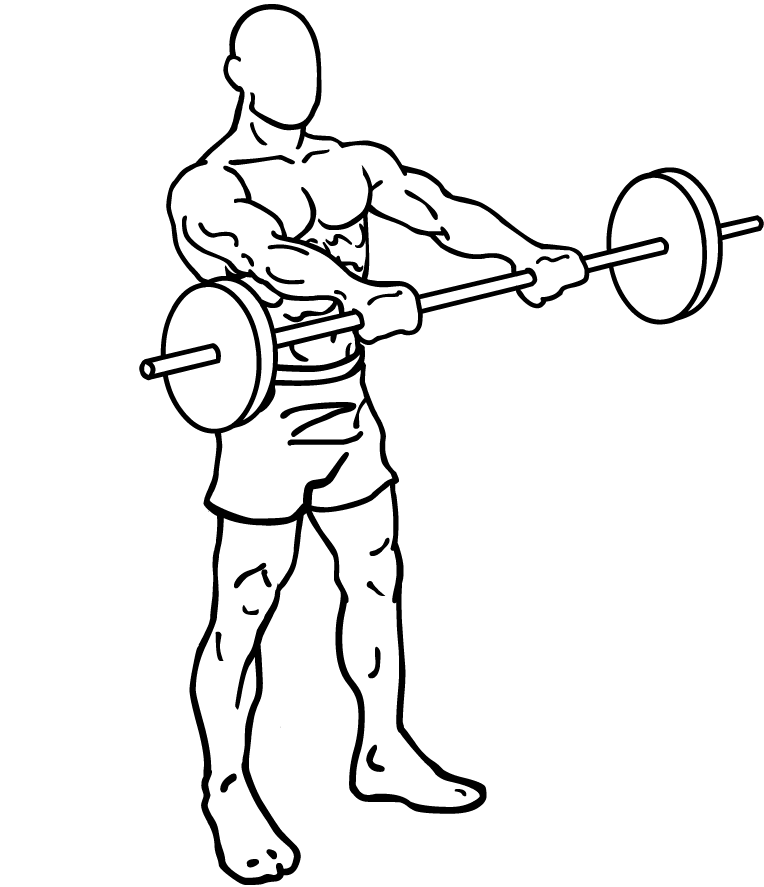
槓鈴前平舉（結束）
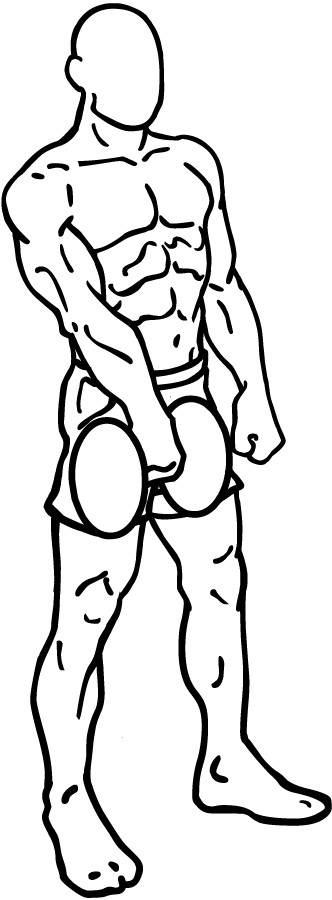
啞鈴前平舉（開始）
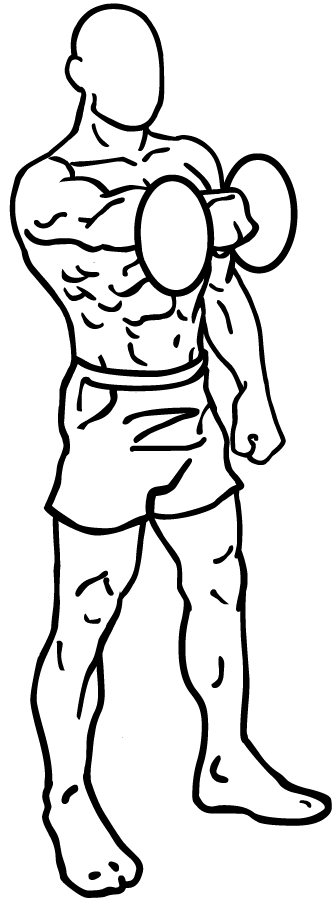
啞鈴前平舉（結束）

## 外部連結
- . elitemensguide.com. Elite Men's Guide.   [12 March 2014]. （原始内容存档于2014-04-08）.（英文）